# Щербатенко, Пётр Петрович
Пётр Петро́вич Щербате́нко (12 [25] января 1915, Таганрог, область Войска Донского — 16 июня 1978, Ростов-на-Дону) — советский футболист, нападающий и тренер. Мастер спорта СССР. Заслуженный тренер РСФСР (1960). Майор.

## Карьера
Родился в Таганроге. Начал заниматься спортом в 6-й железнодорожной школе. Занимался гимнастикой, играл в футбол и гандбол. 
Будучи учеником ремесленного училища (ФЗУ), играл в футбол за заводскую команду завода им. Димитрова, а в 1933 году — за команду «Динамо» (Таганрог).
В июле 1935 года переехал учиться в Ростов-на-Дону, где выступал за команду «Буревестник». С весны 1936 года — за ростовскую команду «Динамо». Осенью 1936 года был мобилизован в Красную Армию. Играл за сборную СКВО и за команду «Динамо» в чемпионате СССР.
С 1937 года выступал в новообразовавшейся ростовской команде РоДКА. В апреле 1938 года команда московских армейцев ЦДКА, возвращаясь в Москву с учебно-тренировочного сбора, сделала вынужденную посадку в Ростове, чтобы заправить самолёт горючим. Во время остановки московские армейцы сыграли товарищеский матч с ростовскими, в котором проиграли ростовчанам со счётом 1:2. Команда ЦДКА улетела в Москву, откуда вскоре пришла телеграмма с приказом откомандировать в столичный клуб нескольких игроков, среди которых был и Пётр Щербатенко.
В первом же сезоне за столичных армейцев Щербатенко стал серебряным призёром чемпионата страны. За годы выступления в ЦДКА Пётр Щербатенко не раз помогал команде занять призовые места, в том числе стал обладателем Кубка СССР и двукратным чемпионом страны.
В 1949 году вернулся в Ростов-на-Дону, где помог «Динамо» занять первое место в зоне группы «Б». Вскоре «Динамо» расформировали, а 1953 году в класс «Б» от Ростова включили «Трактор», который возглавил Пётр Щербатенко. В год дебюта ростовчане заняли третье место в зоне, а в 1954 году — второе место.
В 1957 году возглавлял команду «Шахтёр» из города Шахты.
В 1958—1961 годах тренировал ростовский СКА. Армейцы под его руководством завоевали путёвку в высшую лигу, в которой затем дважды подряд занимали 4-е место.
Позже возглавлял «Трудовые резервы» (Кисловодск), «Шахтер» (Кадиевка), «Торпедо» (Таганрог), «Ростсельмаш», «Иртыш» (Омск), «Кубань», Автомобилист (Нальчик).
В знак признания больших заслуг Петра Щербатенко по инициативе Ростовской областной федерации футбола с 1983 года проводятся ежегодные турниры. В последние годы этот турнир возведён в ранг зимнего первенства Ростова.

## Достижения

### Командные
- Двукратный победитель чемпионата СССР: 1946, 1947.
- Обладатель кубка СССР: 1945.
- Двукратный серебряный призёр чемпионата СССР: 1938, 1945.
- Бронзовый призёр чемпионата СССР: 1939.
- Финалист кубка СССР: 1944.